# Shien Biau Woo

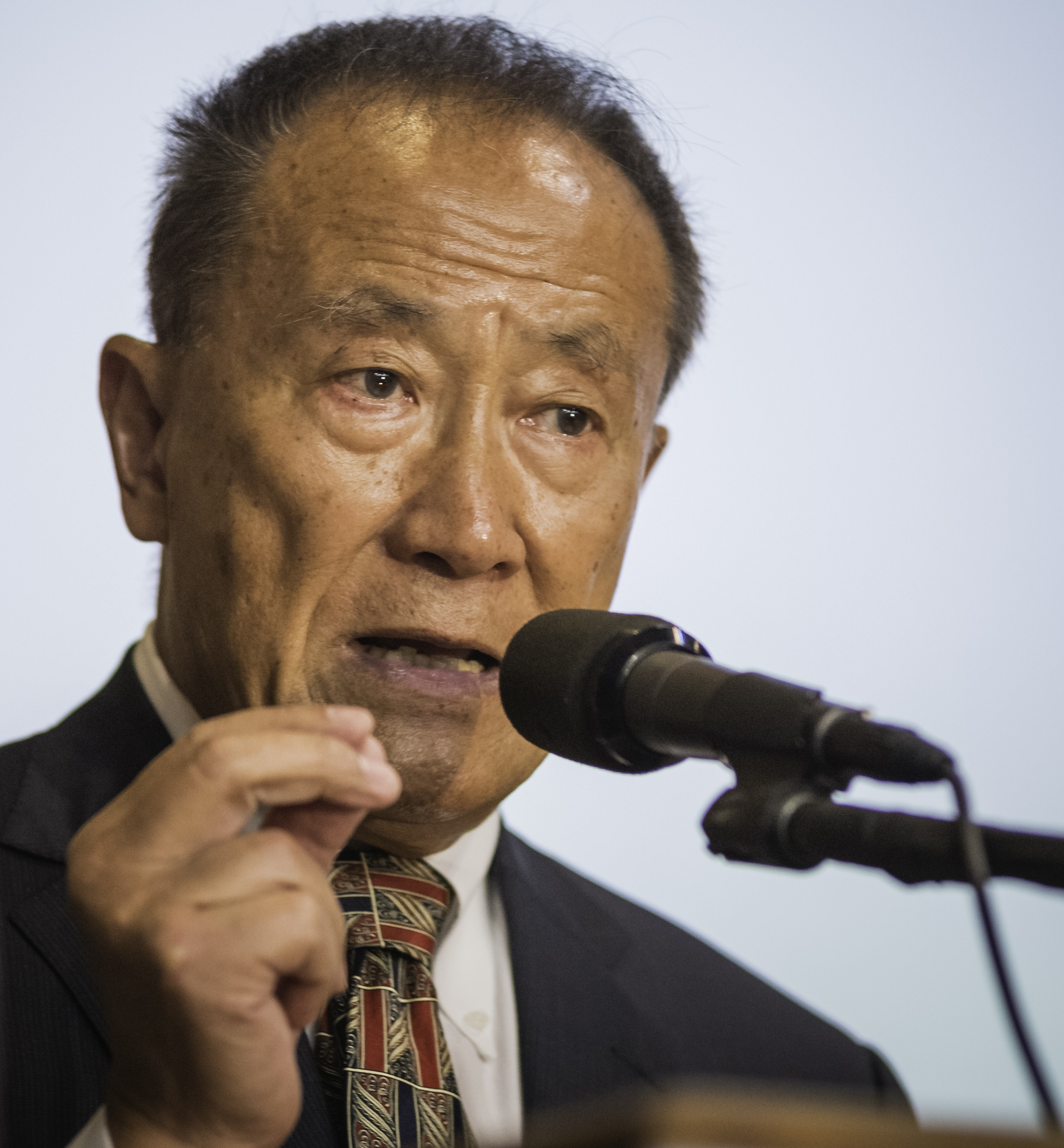
Shien Biau Woo

Shien Biau Woo (chinesisch 吳仙標, Pinyin Wú Xiānbiāo, * 13. August 1937 in Shanghai, China) ist ein US-amerikanischer Politiker. Zwischen 1985 und 1989 war er Vizegouverneur des Bundesstaates Delaware.

## Werdegang
Shien Biau Woo wuchs in seiner chinesischen Heimat auf. Im Zuge der kommunistischen Machtergreifung im Jahr 1949 kam er mit seinen Eltern über Hongkong in die Vereinigten Staaten. Am Georgetown College in Kentucky studierte er Physik und Mathematik. An der Washington University in St. Louis erwarb er den Doktortitel für Physik. Im Jahr 1966 erhielt er einen Lehrstuhl für Physik und Astronomie an der University of Delaware. Bis zu seinem Eintritt in den Ruhestand im Jahr 2002 behielt er diese Stellung bei.
Politisch wurde Woo zunächst Mitglied der Demokratischen Partei. 1984 wurde er zum Vizegouverneur von Delaware gewählt. Dieses Amt bekleidete er zwischen 1985 und 1989. Dabei war er Stellvertreter des republikanischen Gouverneurs Michael Castle und Vorsitzender des Staatssenats. 1988 kandidierte er für den US-Senat, unterlag jedoch dem Republikaner William V. Roth. Vier Jahre später scheiterte er mit einer Kandidatur für das US-Repräsentantenhaus gegen Ex-Gouverneur Castle. Seit 2000 ist er politisch unabhängig.
Heute ist Woo einer der führenden Köpfe der chinesisch-amerikanischen Gemeinschaft in den Vereinigten Staaten. Er ist auch in verschiedenen anderen asiatisch-amerikanischen Gruppierungen engagiert. Darüber hinaus ist er Kurator der University of Delaware. Seit 1963 ist er mit seiner Frau Katy verheiratet, mit der er zwei inzwischen erwachsene Kinder hat.